# Reißwolle

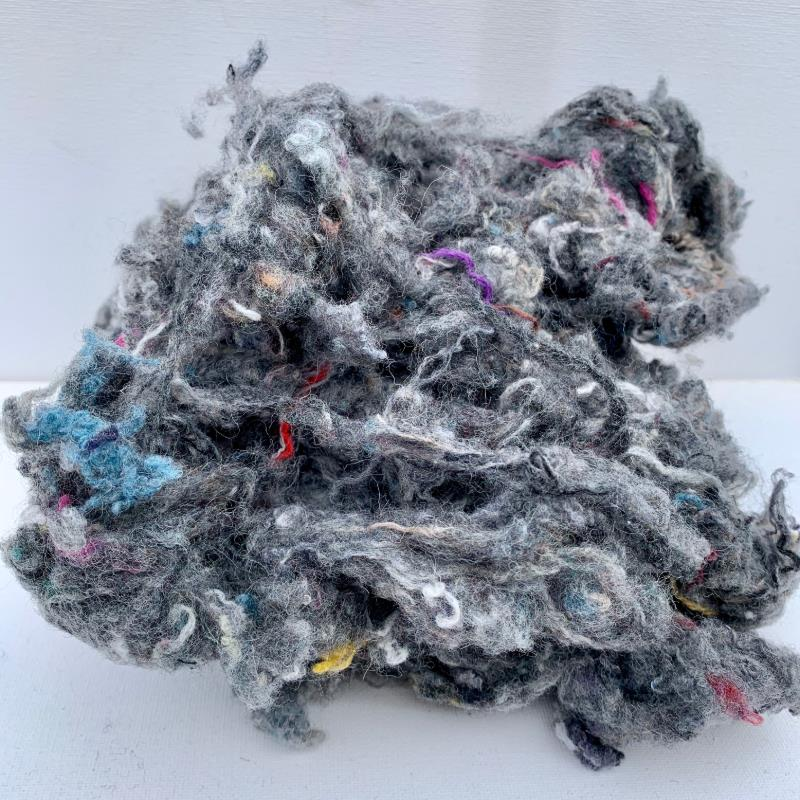
Reißwolle

Reißwolle ist die Bezeichnung für wieder aufbereitete (regenerierte) Wollfasern, die aus Konfektionsabfällen, Alttextilien, Lunten, Garnresten  oder Abfällen der Weberei und Maschenwarenherstellung durch mechanische Aufbereitung (Schneiden, Reißen) gewonnen werden. Aufgrund der Kürze der  entstehenden  Reißfasern lassen sie sich nur im Streichgarnverfahren  verspinnen. Sie können aber  auch als Füllfasern oder zum Herstellen von Filzen verwendet werden. Die Verwendung als Bestandteil von Schurwollartikeln ist gesetzlich verboten.
Je nach Ausgangsmaterial werden verschiedene Qualitäten unterschieden:
1. Zephir: > 50 mm Faserlänge, Herstellung aus reinwollenen, besonders  weichen  Gestricken und Gewirken
2. Shoddy: Reißwolle aus ungewalkten, reinwollenen festeren Strickwaren und Wirkwaren sowie aus Garnen mit nur geringer  Faserschädigung
3. Golfers: Hergestellt aus Maschenwaren der Damenoberbekleidung
4. Thybet: Aus ungewalkten  Wollgeweben, Faserlänger unter 50 mm
5. Mungo: Sehr kurze Faser (Faserlänge 5 bis 20 mm) aus gewalkten Wollgeweben, die stark angegriffen  und damit minderwertig sind
6. Alpakka, Extraktwolle: Sehr kurze Faser aus Wollmischgewebe